# Mauvaisin
Mauvaisin (em occitano:  Malvesin) é uma comuna francesa na região administrativa da Occitânia, no departamento do Alto Garona. Estende-se por uma área de 11.05 km², com 225 habitantes, segundo o censo de 2018, com uma densidade de 20 hab/km².